# Grå revhaj
Den grå revhajen, Carcharhinus amblyrhynchos, är en av de vanligaste hajarna i Indiska oceanen och Stilla havet, från Röda havet till Påskön. Den återfinns på djup ner till 250 m i laguner och nära öar och korallrev.
Som namnet föreslår, så är hajen generellt grå, med en vit buk.  Spetsarna på de flesta fenorna, förutom ryggfenan är mörkare och den bakänden av stjärtfenan har en tydlig svart kant. Vissa individer har ett vitt mönster på framsidan av ryggfenan. Längder upp till 2,55 m har rapporterats.   Svartspetshajen har liknande utseende, och är också vanligt förekommande, men känns igen på den svarta spetsen på ryggfenan.

## Beteende
De är dagaktiva, men mer aktiva nattetid, då de livnär sig på revfiskar, bläckfiskar och olika kräftdjur som  krabbor och räkor.
Det är en social art som samlas på gynnsamma platser, ofta i närheten av branter vid kanten av ett rev, eller starkt strömmande vatten mellan atoller. De är ofta nyfikna och kommer fram för att undersöka dykare, och har utpekats i samband med attacker på människor. Det föreligger dock oenighet om de grå revhajarna verkligen är aggressiva, eller om de helt enkelt upplevt dykarna som hot och reagerat på detta.. De har setts inta en distinktiv "hopkurad" kroppsställning när de känner sig hotade, med kroppen böjd i en sorts "S"-form.
Deras reproduktion är vivipar med 1-6 ungar i en kull. Dräktighetsperioden är 12 månader och ungarna är en dryg halvmeter vid födelsen.
Antalet grå revhajar har fallit de senaste åren.

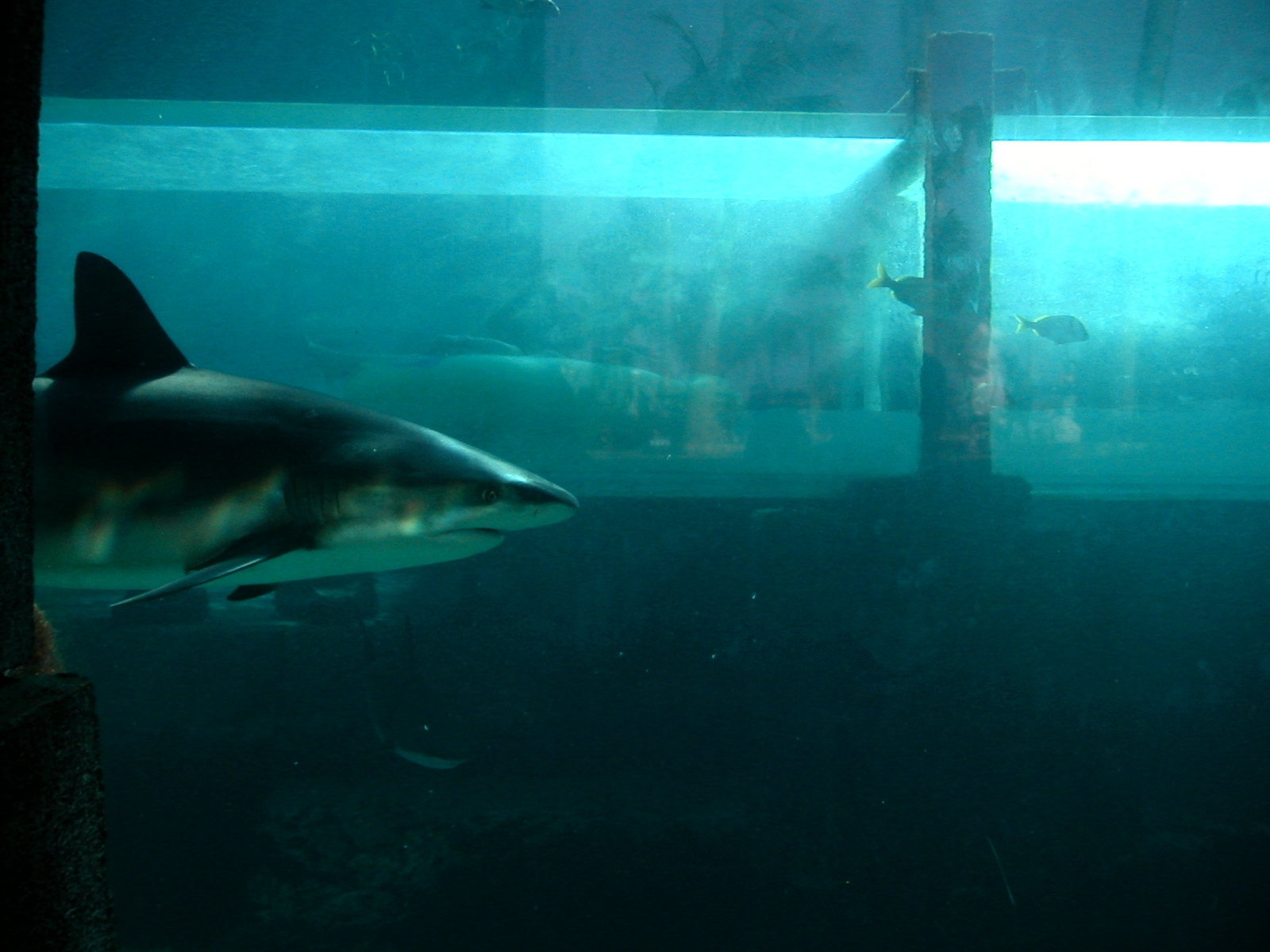
Grå revhaj.
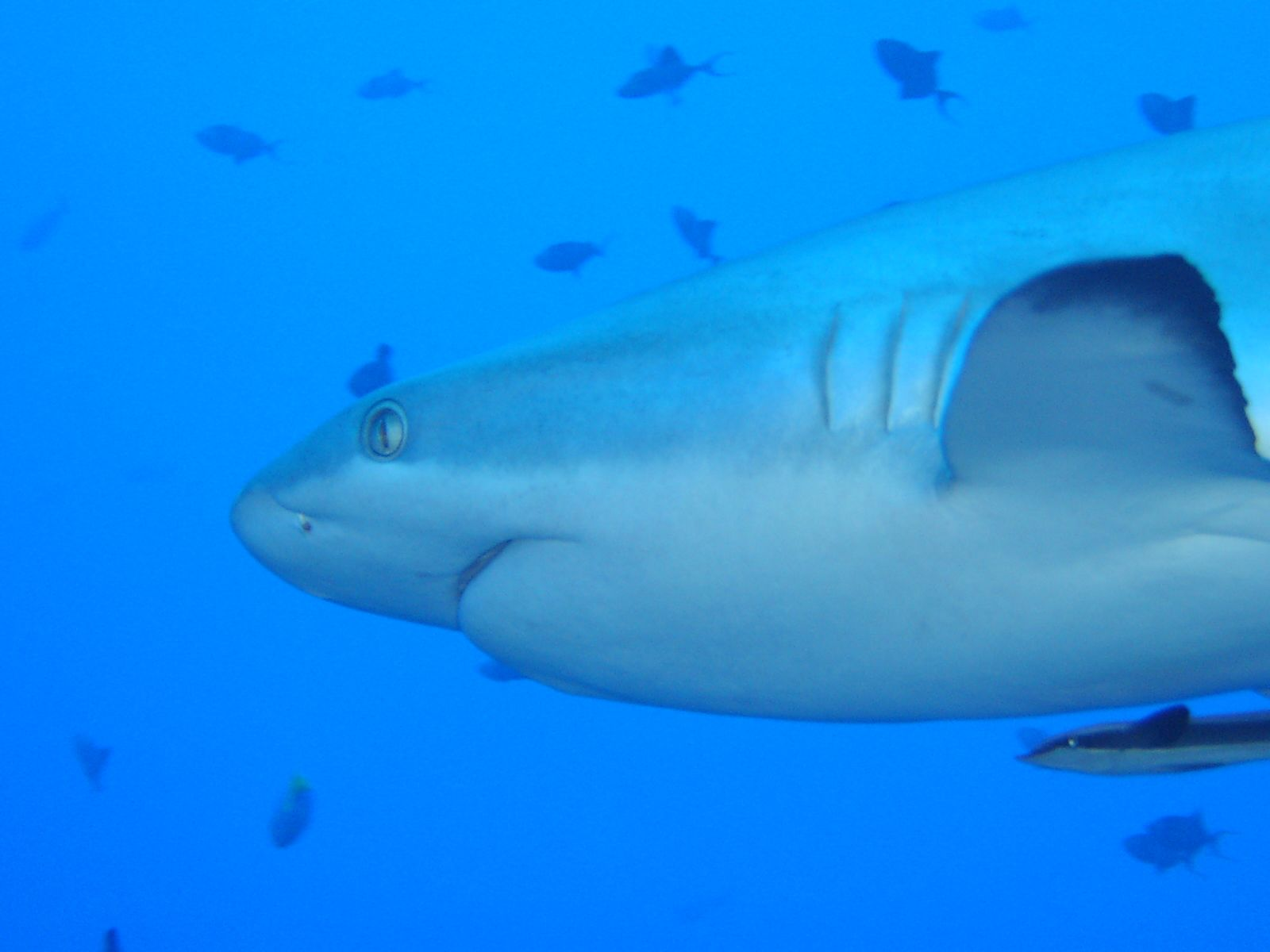
Grå revhaj.